# Sülstorf
Sülstorf, en baix alemany Sülsdörp, és un municipi a l'estat alemany de Mecklemburg-Pomerània Occidental a l'amt o la mancomunitat de Ludwigslust-Land.
A la fi del 2013 comptava amb 854 inhabitants. a una superfície de 18,64 quilòmetres quadrats.

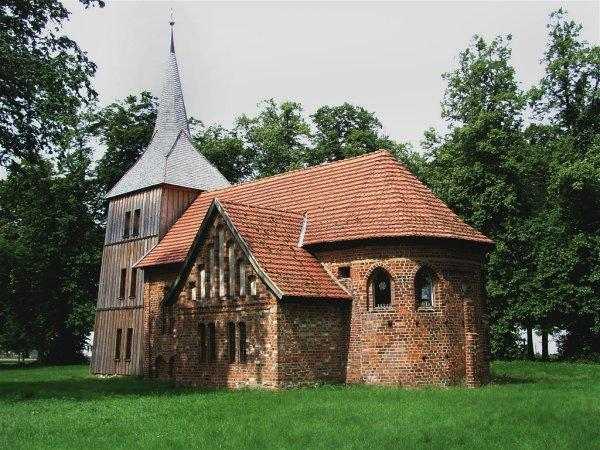
Església

El 1217, es menciona el poble de Szulowe (Sülstorff) com una comenda dels Joanites i després del comtes de Schwerin que van deixar a la comenda de Werben d'Elba. Al costat de l'estació es va crear un cementiri d'honor dedicat als presoners morts per l'evacuació improvisada durant el període dels crims de la fase final quan els agents de la schtuzstaffel (SS) van assajar d'amagar els seus crims en evacuar els presoners en detenció protectiva del camp de concentració de Neuengamme cap al camp de Wöbbelin davant el progrés imparable de les forces aliades. Des del 2011, en col·laboració amb els municipis de Lübesse, Rastow i Uelitz, s'ha engegat en un procés de transformació en poble d'energia per tal de poder realitzar l'autarquia energètica i vendre l'excedent energètic. El marc d'aquest programa, el 2015 onze aerogeneradors ja són actius al territori del municipi.

## Llocs d'interés
- El cementiri d'honor del 1947 dedicat a 53 víctimes jueues mortes durant l'evacuació del camp de Beendorf, una extensió del Camp de concentració de Neuengamme
- L'església